# Wertheim
Wertheim (in francone orientale Wärde) è una città tedesca di 23 196 abitanti, situata nel land del Baden-Württemberg. 
Storicamente capitale della contea di Lowenstein-Wertheim